# Raimo Helminen
Raimo Ilmari Helminen (ur. 11 marca 1964 w Tampere) – fiński hokeista, reprezentant Finlandii, sześciokrotny olimpijczyk. Trener hokejowy.

## Kariera klubowa
- Ilves U20 (1981-1982)
- Ilves (1982-1985)
  -  Olympiajoukkue (1983)
- New York Rangers (1985-1987)
- Minnesota North Stars (1987)
- New Haven Nighthawks (1987)
- Ilves (1987-1988)
- New York Islanders (1988)
- Springfield Indians (1988-1989)
- Malmö IF (1989-1996)
- Ilves (1996-2008)

Wychowanek klubu Koovee. Wieloletni zawodnik Ilves ze swojego rodzinnego miasta. W tym klubie rozpoczynał i kończył profesjonalną karierę zawodnika. Łącznie rozegrał w nim 16 sezonów. W dziewięciu ostatnich był kapitanem zespołu. W drafcie NHL z 1984 został wybrany przez New York Rangers. W barwach tego klubu rozegrał dwa sezony w NHL, a trzeci w innym nowojorskim zespole New York Islanders. Ponadto był przez siedem sezonów zawodnikiem szwedzkiej drużyny Malmö IF w rozgrywkach Szwecji. Karierę zawodniczą zakończył po sezonie 2007/2008.
Łącznie w latach 1992-2008 rozegrał 713 meczów w fińskiej SM-liiga, 226 w szwedzkiej Elitserien i 117 w NHL.

## Kariera reprezentacyjna
Był wielokrotnym reprezentantem Finlandii. W wieku juniorskim wystąpił na mistrzostwa Europy do lat 18 (1982) oraz na mistrzostwach świata do lat 20 (1983, 1984 – w drugim turnieju był najskuteczniejszym zawodnikiem i został uznany najlepszym napastnikiem). W tym czasie rozpoczął aktywną karierę seniorską, którą kontynuował przez kolejnych 18 lat (do 2004 rozegrał 330 spotkań).
Uczestniczył w turniejach na zimowych igrzyskach olimpijskich w 1984, 1988, 1992, 1994, 1998, 2002 (nieprzerwanie sześć kolejnych turniejów), w turniejach mistrzostw świata w 1989, 1990, 1994, 1995, 1996, 1997, 1998, 1999, 2000, 2001, 2002 (łącznie jedenaście edycji) oraz Canada Cup 1987 i Pucharu Świata 1996.
W skali świata jest rekordzistą wśród hokeistów pod względem liczby występów na igrzyskach olimpijskich (sześć razy). W 2013 rekord Raimo Helminena wyrównał jego rodak Teemu Selänne.
Pożegnalny i ostatni mecz numer 331 w barwach kraju symbolicznie rozegrał 7 lutego 2008 w rodzinnym Tampere (Finlandia-Czechy 6:1, w ramach cyklu Euro Hockey Tour). Łącznie zdobył dla Finlandii 207 punktów za 52 gole i 155 asyst.
W 2008 fińska federacja zastrzegła numer Helminena dla zawodników reprezentacji Finlandii (jest to jedno z dwóch takich uhonorowań zasług – prócz niego wyróżniony jest Jari Kurri). Koszulki z zastrzeżonymi numerami reprezentacji Finlandii są wywieszone w hali Hartwall Arena w Helsinkach.

## Kariera trenerska
- Reprezentacja Finlandii do lat 20 (2010-2011), asystent trenera
- Ilves (2010-2012), asystent trenera
- Reprezentacja Finlandii do lat 20 (2012), główny trener
- Ilves (2012-2013), główny trener
- Barys Astana (2013-2015), asystent trenera
- Reprezentacja Kazachstanu (2014/2015), asystent trenera
- Reprezentacja Finlandii do lat 20 (2015/2016), asystent trenera
- Dinamo Ryga (2015-2016), asystent trenera
- Jokerit (2016-2019), asystent trenera
- Reprezentacja Finlandii do lat 20 (2019/2020), główny trener
- Reprezentacja Finlandii (2019/2020), asystent trenera
- TPS (2020-2021), główny trener
- HC Pustertal–Val Pusteria (2021-), główny trener

Tuż po zakończeniu kariery zawodniczej rozpoczął pracę szkoleniową. Prowadził ją równolegle jako asystent trenera w macierzystym klubie Ilves (trzy sezony SM-liiga w latach 2009-2012) oraz asystent selekcjonera reprezentacji Finlandii do lat 20 na turniejach mistrzostw świata juniorów do lat 20 w 2010 i 2011. Następnie został pierwszym szkoleniowcem w obu zespołach – prowadził kadrę Finlandii do lat 20 na MŚ 2012 (kadra przegrała mecz o brązowy medal) oraz prowadził Ilves od wiosny 2012 (zastąpił Tuomasa Tuokkolę) i następnie od jesieni w sezonie SM-liiga 2012/2013 (w jego trakcie w styczniu 2013 został zwolniony ze stanowiska). W czerwcu 2013 został jednym z asystentów rodaka Ari-Pekki Selina, głównego szkoleniowca kazachskiej drużyny Barys Astana. Ponadto został asystentem trenera reprezentacji Kazachstanu, swojego rodaka Ariego-Pekki Selina i pracował podczas turnieju MŚ 2014 (Kazachstan został wówczas zdegradowany z Elity). Został zwolniony z Barysu pod koniec września 2015. Został asystentem trenera kadry Finlandii do lat 20. Od października 2015 do początku stycznia 2016 był asystentem w łotewskim Dinamie Ryga. Od lutego 2016 asystent w Jokericie Helsinki. W sezonie Liiga (2020/2021) trener drużyny TPS. W połowie listopada 2021 został ogłoszony nowym szkoleniowcem włoskiej drużyny HC Pustertal–Val Pusteria.

## Sukcesy i wyróżnienia

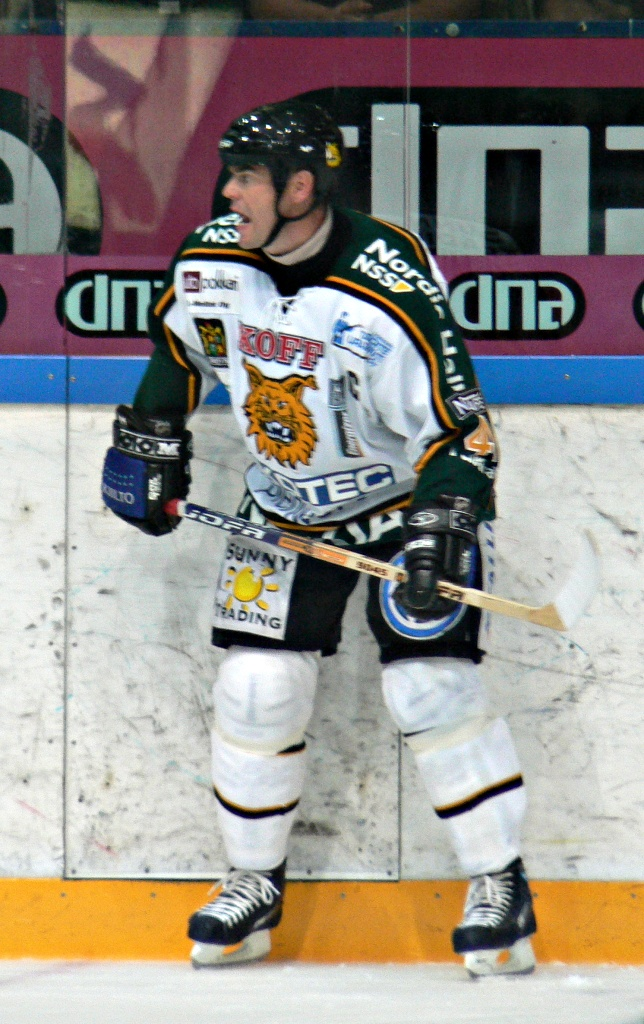
Raimo Helminen w barwach Ilves (2007)

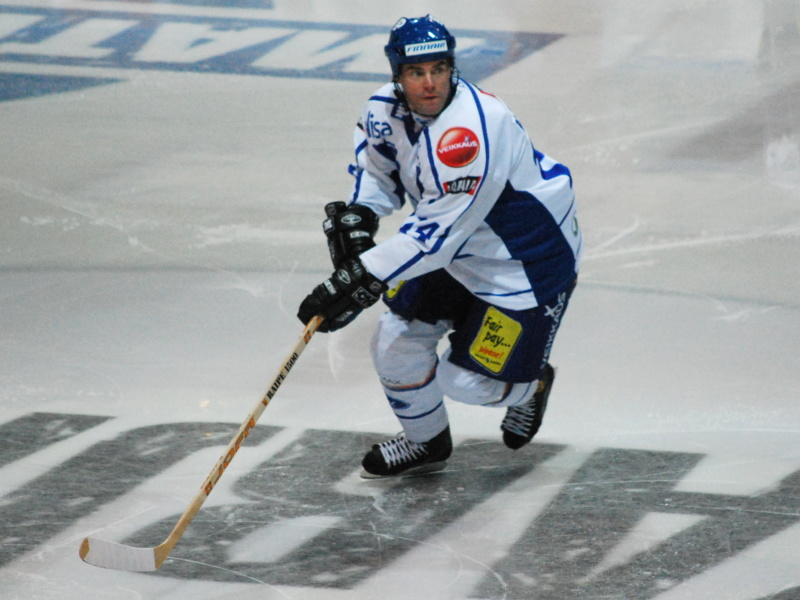
Raimo Helminen w barwach Finlandii podczas ostatniego meczu w kadrze 7 lutego 2008

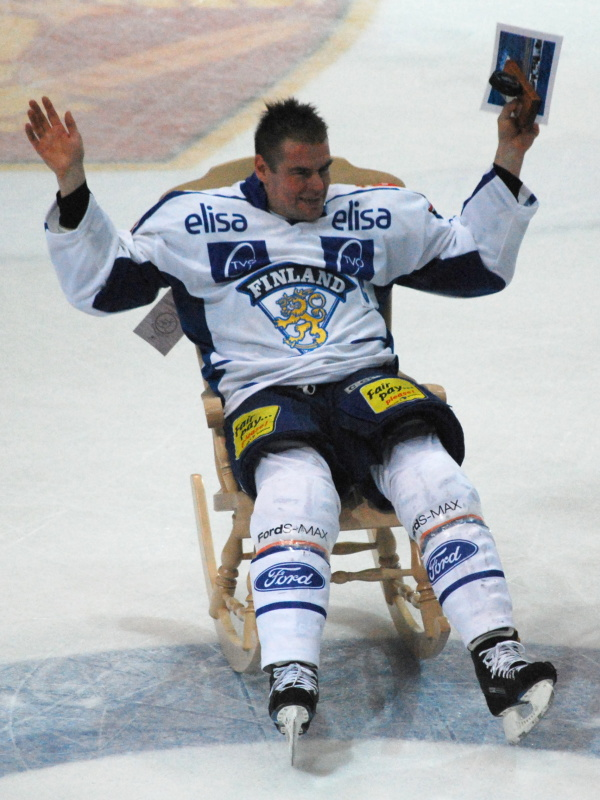
Raimo Helminen w barwach Finlandii podczas ceremonii zastrzeżenia jego numeru w reprezentacji 7 lutego 2008

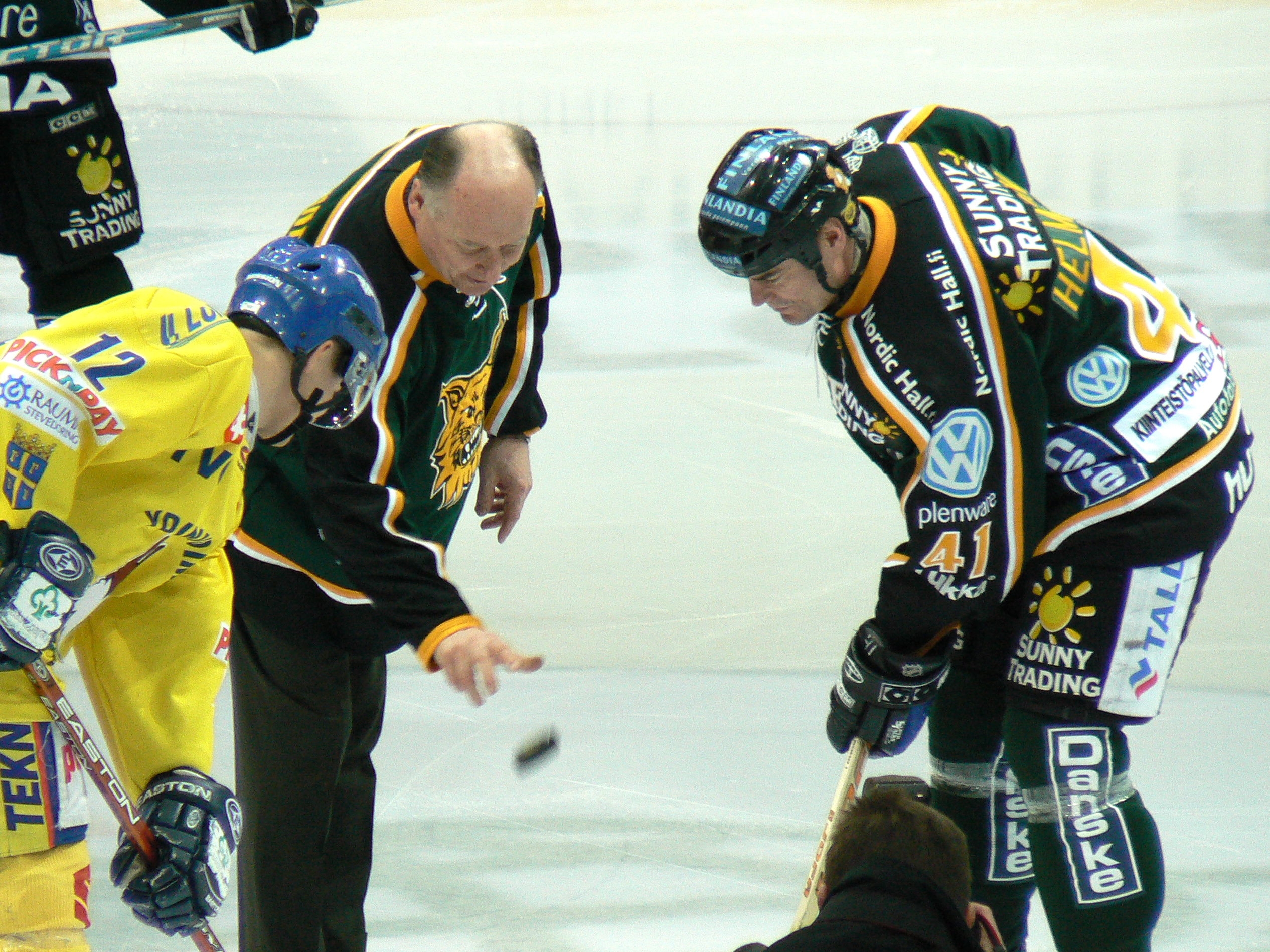
Raimo Helminen (z prawej) w barwach Ilves podczas symbolicznego wznowienia meczu z Lukko. Krążek rzuca Lasse Oksanen (2008)

Reprezentacyjne
- Srebrny medal mistrzostw świata juniorów do lat 20: 1984
- Srebrny medal zimowych igrzysk olimpijskich: 1988
- Brązowy medal zimowych igrzysk olimpijskich: 1994, 1998
- Srebrny medal mistrzostw świata: 1994, 1998, 1999, 2001
- Złoty medal mistrzostw świata: 1995
- Brązowy medal mistrzostw świata: 2000

Klubowe
- Złoty medal mistrzostw Finlandii: 1985 z Ilves
- Srebrny medal mistrzostw Finlandii: 1998 z Ilves
- Brązowy medal mistrzostw Finlandii: 1983, 2001 z Ilves
- Trzecie miejsce w Pucharze Kontynentalnym: 1998, 2007 z Ilves
- Złoty medal mistrzostw Allsvenskan: 1990 z Malmö IF
- Awans do Elitserien: 1990 z Malmö IF
- Złoty medal mistrzostw Szwecji: 1992, 1994 z Malmö IF

Indywidualne
- Sezon 1978/1979:
  - Najbardziej Wartościowy Zawodnik (MVP) obozu Pohjola do lat 16
  - Skład obozu Pohjola do lat 16
- Mistrzostwa świata do lat 20 w 1984:
  - Pierwsze miejsce w klasyfikacji strzelców turnieju: 11 goli
  - Pierwsze miejsce w klasyfikacji asystentów turnieju: 13 asyst
  - Pierwsze miejsce w klasyfikacji kanadyjskiej turnieju: 24 punkty
  - Skład gwiazd turnieju
  - Najlepszy napastnik turnieju
- SM-liiga 1987/1988:
  - Skład gwiazd
- Elitserien 1992/1993:
  - Pierwsze miejsce w klasyfikacji asystentów: 33 asysty
  - Trzecie miejsce w klasyfikacji kanadyjskiej: 42 punkty
- Elitserien 1993/1994:
  - Pierwsze miejsce w klasyfikacji kanadyjskiej: 54 punkty (jako pierwszy obcokrajowiec w historii)
  - Drugie miejsce w klasyfikacji asystentów: 32 asysty
  - Zdobywca gola decydującego o mistrzostwie
- Mistrzostwa Świata w Hokeju na Lodzie 1995:
  - Pierwsze miejsce w klasyfikacji asystentów turnieju: 7 asyst
- SM-liiga 1996/1997:
  - Skład gwiazd
- SM-liiga 1997/1998:
  - Trofeum Lassego Oksanena – najlepszy zawodnik w sezonie zasadniczym
  - Kultainen kypärä (Złoty Kask)
  - Skład gwiazd
- Mistrzostwa świata 1998:
  - Pierwsze miejsce w klasyfikacji asystentów turnieju: 9 asyst
- SM-liiga 1998/1999:
  - Skład gwiazd
- SM-liiga 2001/2002:
  - Pierwsze miejsce w klasyfikacji strzelców goli w osłabieniu: 4 gole
  - Najlepszy zawodnik miesiąca - październik 2001

Rekordy
- Zimowe igrzyska olimpijskie:
  - Światowy rekord w liczbie występów na turniejach: 6 (Sarajewo 1984, Calgary 1988, Albertville 1992, Lillehammer 1994, Nagano 1998, Salt Lake City 2002)
  - Światowy rekord w liczbie rozegranych meczów: 39[15]
- Światowy rekord w liczbie występów reprezentacyjnych: 331
- Reprezentacja Finlandii:
  - Pierwsze miejsce w klasyfikacji liczby meczów: 331
  - Pierwsze miejsce w klasyfikacji asystentów: 155
  - Pierwsze miejsce w klasyfikacji kanadyjskiej: 207

## Wyróżnienia i upamiętnienie
- Galeria Sławy IIHF: 2012[16]
- Galeria Sławy fińskiego hokeja na lodzie
- Jego numer 14 został zastrzeżony przez fińską federację dla zawodników reprezentacji Finlandii.
- Jego numer 41 został zastrzeżony przez klub Ilves dla hokeistów zespołu.